# لوکا ویتسکه
لوکا ویتسکه (انگلیسی: Luca Witzke؛ زادهٔ ۳ آوریل ۱۹۹۹) بازیکن هندبال اهل آلمان است.